# Dia Mundial del Braille
El Dia Mundial del Braille és un dia internacional, reconegut per l'ONU, que se celebra el 4 de gener, segons va acordar en la reunió del 17 de desembre de 2018 el comitè corresponent de les Nacions Unides.
Amb aquesta decisió es dona resposta a una reclamació llarga i esforçada de les persones cegues de tot el món, per fixar aquest reconeixement a la data del naixement del creador d'aquest sistema de lectoescriptura, el francès Louis Braille, segons ha reconegut el president de la Unió Mundial de Cecs (UMC), Fredric Schroeder.
La festivitat, que se celebra des del 2019, pretén crear més consciència sobre la importància del braille com a mitjà de comunicació per a la plena realització dels drets humans per a les persones cegues i amb deficiència visual.